# Andrej Sraka
Andrej Sraka, slovenski pozavnist, * 17. januar 1976, Ljubljana.
Pouk pozavne je obiskoval na Srednji glasbeni šoli v Ljubljani pri profesorju Alešu Šnoflu in pozneje nadaljeval študij na Akademiji za glasbo v Ljubljani pri prof. Borisu Šinigoju, kjer je leta 2001 diplomiral. Med študijem je prejel Študentsko Prešernovo nagrado Akademije za glasbo za izjemne glasbene dosežke. Leta 2004 je končal magistrski študij na Univerzi za glasbo v Gradcu. Končal je tudi podiplomski specialistični študij na Akademiji za glasbo. Zaposlen je  kot pozavnist v SNG opera in balet Ljubljana ter kot profesor pozavne na SGBŠ Ljubljana in GŠ Moste Polje. Je tudi član Trobilnega kvinteta SNG Opera in balet, Papirniškega pihalnega orkestra Vevče ter Slovenskega kvarteta pozavn. Od leta 2015 je zaposlen kot solo pozavnist orkestra SNG Opera in balet Ljubljana. Leta 2016 je uspešno zaključil tudi magistrski študij ekonomije.